# 胡接輝
胡接輝（16世紀—1646年），字東井，吉安府廬陵縣人，明朝、南明政治人物。

## 生平
胡接輝是萬曆三十七年（1622年）的舉人，獲授天台知縣，轉任南京四川道御史，上疏減免江西和浙江的新賦稅；巡按南直隸期間淮安、徐州遇上旱災與蝗害，同期吳淞口又出現風災，他請求賑災使人民存活。流寇肆虐，他建立烽墩及砲台，發出檄文、帶領士兵到皖江，在巢縣駐重兵扼守全湖，同時推薦史可法、凌義渠。崇禎十三年（1640年），胡接輝彈劾自己勉勵同官抵禦敵人，得出掌河南道，因年老請求退休，寫下《大易貞一經》、《三忠文選》等作品。隆武帝繼位，原職起用他，福京失守後悲憤而死。

## 引用
1. 1 2  錢海岳《南明史·卷四十五·列傳第二十一》：胡接輝，字東升，廬陵人。萬曆三十七年舉於鄉。授天台知縣，遷南京四川道御史。疏汰江、浙新賦。巡按南直，淮、徐旱蝗，吳淞風災，請賑多全活。
2. 1 2  乾隆《吉安府志·卷四十四·人物志》：胡接輝，號東井，廬陵人。……辭歸，著《貞一》義、修《三忠文選》。
3. ↑  錢海岳《南明史·卷四十五·列傳第二十一》：寇警，立烽墩火礮，檄兵赴皖，親之行間，設重兵巢縣，扼全湖。薦史可法、凌義渠。崇禎十三年，自劾以勵同仇。掌河南道，以老乞休。紹宗即位，起故官。福京亡，悲憤卒。